# Pero albiditata
Pero albiditata là một loài bướm đêm trong họ Geometridae.